# Poljanska Sora Log - Škofja Loka
Poljanska Sora Log - Škofja Loka este o arie protejată (arie specială de conservare — SAC, sit de importanță comunitară — SCI) din Slovenia întinsă pe o suprafață de 151,44 ha, integral pe uscat.

## Localizare
Centrul sitului Poljanska Sora Log - Škofja Loka este situat la coordonatele 46°06′46″N 14°09′51″E / 46.1128°N 14.1643°E.

## Înființare
Situl Poljanska Sora Log - Škofja Loka a fost declarat sit de importanță comunitară în aprilie 2004 pentru a proteja 8 specii de animale. Situl a fost protejat și ca arie specială de conservare în februarie 2012.

## Biodiversitate
Situată în ecoregiunea continentală, aria protejată conține 1 habitat natural: Păduri aluvionare cu Alnus glutinosa și Fraxinus excelsior (Alno-Padion, Alnion incanae, Salicion albae).
La baza desemnării sitului se află mai multe specii protejate:
- mamifere (2): liliac cărămiziu (Myotis emarginatus), liliacul mic cu potcoavă (Rhinolophus hipposideros)
- pești (6): Barbus meridionalis, zvârluga (Cobitis taenia), zglăvoacă (Cottus gobio), porcușorul de vad (Gobio uranoscopus), lostriță (Hucho hucho), Leuciscus souffia